# فردا روز دیگری است (مجموعه تلویزیونی)
فردا روز دیگری است یک فیلم تلویزیونی محصول سال ۱۳۹۳ به کارگردانی محمدرضا ذهتابی، نویسندگی فروغ فروهیده و تهیه‌کنندگی علی سوادکوهی می‌باشد که از شبکه یک پخش شد. دکتر نوذر بقایی متخصص قلب و پزشک نمونه‌ای است که زندگیش خالی از شور زندگی است و از بیمار تنها قلبش را می‌بینند و به فکر بیماران کم‌بضاعت هم نیست. اما با رسیدن فردی بیمار به درکی نو از معنای خانواده و فرزند و پزشک می‌رسد.

## بازیگران
- کیکاووس یاکیده در نقش پزشک
- صدرالدین حجازی
- بهزاد رحیم‌خانی
- الیزابت امینی در نقش همسر
- شهرام عبدلی
- شایان یزدان‌شناس